# NGC 7065
NGC 7065 је спирална галаксија у сазвежђу Водолија која се налази на NGC листи објеката дубоког неба.
Деклинација објекта је - 6° 59' 41" а ректасцензија 21h 26m 42,2s. Привидна величина (магнитуда) објекта NGC 7065 износи 13,7 а фотографска магнитуда 14,5. NGC 7065 је још познат и под ознакама MCG -1-54-17, NPM1G -07.0504, PGC 66766.